# Francesco Gamba (pittore)
Francesco Gamba (Torino, 21 dicembre 1818 – Torino, 10 maggio 1887) è stato un pittore italiano.

## Biografia
Francesco Gamba è stato un pittore paesaggista dell’ottocento piemontese nato da Alberto, barone di sua maestà Carlo Alberto dal 1835, uditore e decano della Camera dei conti del regno. La madre era Marta Borgnis di Mannheim. Era fratello maggiore di Enrico Gamba, che ne condivise la passione per la pittura e l'arte. Morì a Torino il 10 maggio 1887.

### Il percorso artistico
Laureato in legge nel 1842 per volere paterno, frequentò corsi di arte presso la da poco istituita Accademia Albertina.  Nell’anno della laurea per la prima volta infatti espose alla Promotrice delle Belle Arti di Torino con quadri di paesaggi realizzati durante una lunga serie di viaggi studio tra Roma, Venezia il nord Europa ma anche Napoli ed altre città all’epoca pregne di testimonianze e di artisti attivi nell’ambito della paesistica pittorica. Nello stesso anno prima di ripartire per un viaggio nel nord Europa che li porto via circa un lustro fonda a Torino un atelierstudio insieme all'amico Carlo Piacenza.
Molte di queste opere lo stesso Gamba le offrì alla Promotrice, altre del tempo furono acquisite dalle famiglie borghesi e nobili della Torino preunitaria, in particolare dalle famiglie di banchieri Mestrallet e Nigra, quale attestato inequivocabile da parte della borghesia torinese verso la pittura di paesaggio, il che dette modo di esprimersi a molti apprezzati artisti tra cui il Gamba stesso, il fratello Enrico Gamba, Angelo Beccaria, Edoardo Perotti, Giuseppe Camino, Carlo Piacenza e Pietro Giuria. Per cui spinto dalla naturale passione e dai riscontri positivi che incontravano le sue vedute continuò i viaggi studio per un’altra decade.

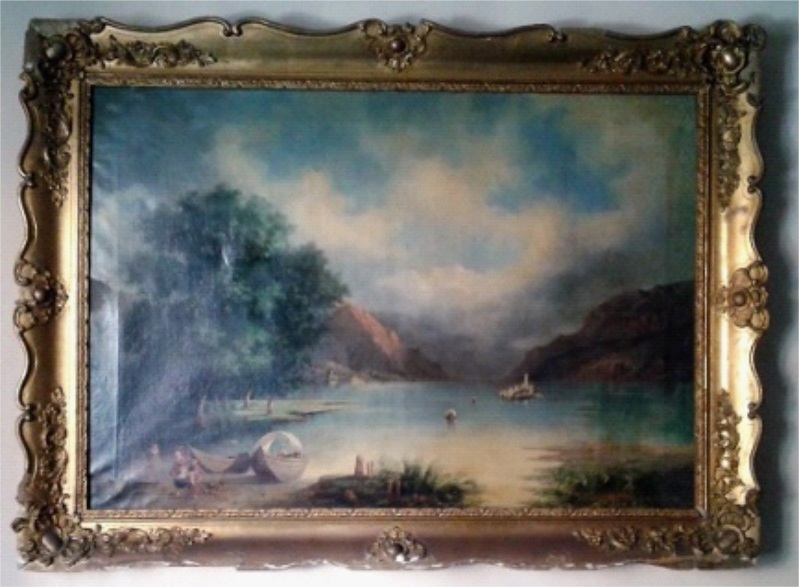
Francesco Gamba, Veduta dell'isola dei pescatori, 1845 (collezione privata)

Nel 1855 prese parte all'Esposizione universale di Parigi con Burrasca contro le scogliere di Porto Venere (quadro attualmente di ubicazione ignota).
In questo periodo si intensificò la sua passione per i viaggi e l’arte nord europea; in particolare entrò in contatto con i pittori della scuola di Düsseldorf e Fontainebleau.
Viaggiò in Norvegia, Paesi Bassi, Bretagna, sempre riuscendo a vendere al suo ritorno alla ricca borghesia e nobiltà torinese le vedute e gli scorci da lui dipinti, tanto da diventare uno dei protagonisti della pittura dell’ottocento piemontese e direttore della Pinacoteca reale nel 1869.
Tra le sue opere più famose acquistate da casa Savoia: Panorama di Torino (1852) e Panorama di Moncalieri verso ponente (1853: Agliè, castello).  acquisiti dalla regina madre Maria Teresa Asburgo Lorena. Il Pilone presso Torino, I marinai di Scheveningen alla pesca delle aringhe, e Sull'alto delle falaises di Dieppeacquistati da Oddone di Savoia.
Dopo un breve periodo in cui ispirato dalla Promotrice, rinnovata secondo lo spirito unitario e risorgimentale che in quegli anni impregnava la città, tentò di coniugare secondo i dettami delle esposizioni della stessa Promotrice pittura e storia militare con alcuni quadri concernenti battaglie navali, unendo spirito civile contemporaneo alla paesaggistica di cui era ormai maestro. Del 1858 è L'indomani della battaglia di Trafalgar, del 1859 Eroismo del vascello francese "Vengeur" e del 1862 infine Presa d'Ancona. Al settembre 1860 risalgono esempi di quella pittura tra lo storico ed il contemporaneo con uno sfondo di morale civile tipica del risorgimento italiano.
Tornò però presto alla paesistica più pura ed istintiva con "Mare montante, partenza per la pesca", acquisito nel 1862 dal ministero di Agricoltura e Commercio (Torino, G.A.M. galleria d’arte moderna).
 Nel 1869 G. Camerana, critico e pittore , in un commento all’opera di Gamba, "La Schelda", sostenne che "patria spirituale di Francesco Gamba… è l'Olanda". L'apprezzamento per il lavoro resta però immutato, tant'è che il quadro "Imboccatura del porto di Ostenda" nel 1893 risulta acquisito dal Re d'Italia Umberto I. Così come molte sue opere risultano anche "post mortem" in circolo tra vari gruppi nobiliari e alto borghesi della Belle epoque, tra questi alcuni di proprietà delle nuove famiglie industriali emergenti (Lancia, Nasi) e artisti come Pietro Costa o studiosi come Camillo Doyen .

### La direzione della pinacoteca reale
Nel 1869 vista la fama raggiunta e l’assidua collaborazione con la Pinacoteca Reale di Torino venne nominato direttore dell’istituzione, incarico che mantenne sino alla morte sopraggiunta a Torino il 10 maggio 1887.
Tale nomina coincise però con un importante inaridimento della pulsione artistica allontanandolo dall’istintivo anelito naturalistico verso un’arte più rigida, normata e indottrinata , quasi uno specchio pittorico dell’istituzione che si trovò a dirigere. Di questo periodo si ricorda principalmente "Scogliere di Helgoland" (Torino, Galleria civica d'arte moderna e contemporanea G.A.M.).